# Droupt-Sainte-Marie
Ne doit pas être confondu avec Droupt-Saint-Basle.
Droupt-Sainte-Marie est une commune française, située dans le département de l'Aube en région Grand Est.

## Géographie
| Méry-sur-Seine        | Charny-le-Bachot    |             |
|                       | Droupt-Sainte-marie | Rhèges      |
| Vallant-Saint-Georges | Droupt-Saint-Basle  | Prémierfait |

### Toponymie
Au cours de la Révolution française, la commune porta provisoirement le nom de Droup-le-Petit.

### Hydrographie
La commune est dans la région hydrographique « la Seine de sa source au confluent de l'Oise (exclu) » au sein du bassin Seine-Normandie. Elle est drainée par l'ancien canal de la Haute Seine, la Seine, la rivière de Beauregard, le ruisseau des Rhuez et divers autres petits cours d'eau,.
La Seine, un fleuve long de 775 km, coule dans le Bassin parisien et notamment dans le département de l’Aube en le traversant du sud-est au nord-ouest. Elle longe la commune sur un petit tronçon à l'ouest.
L'ancien canal de la Haute Seine est un canal, chenal non navigable de 38,2 km. Il prend sa source dans la commune de Barberey-Saint-Sulpice et se jette dans l'Aube au niveau de la commune de Marcilly-sur-Seine.
La Rivière de Beauregard, d'une longueur de 12 km, prend sa source dans la commune de Chauchigny et se jette  dans la Seine sur la commune, après avoir traversé cinq communes.

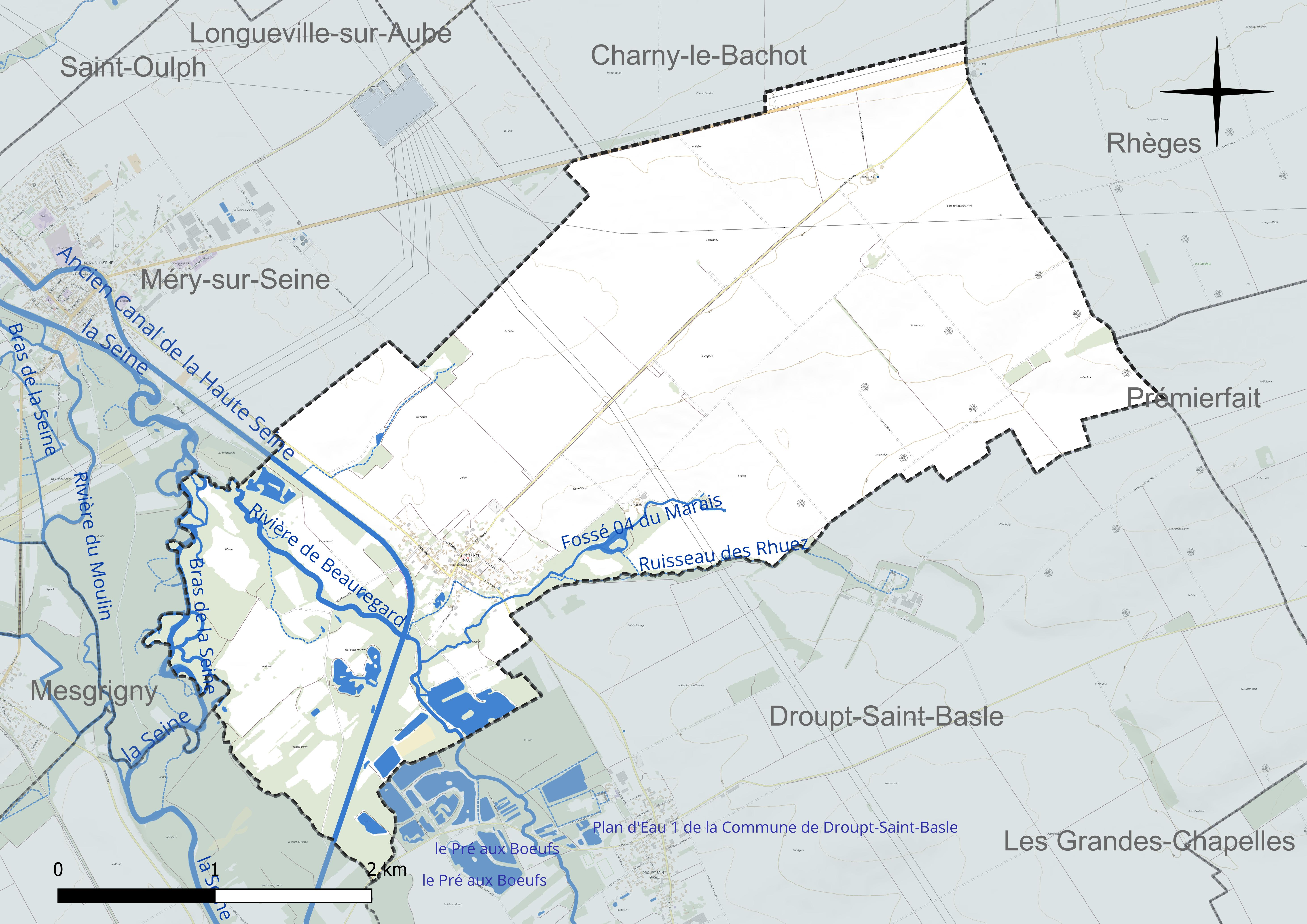
Réseau hydrographique de Droupt-Sainte-Marie.

Deux plans d'eau complètent le réseau hydrographique : le Marais (1,8 ha) et les Prés Godin (3 ha),.

### Climat
Pour des articles plus généraux, voir Climat du Grand Est et Climat de l'Aube.
En 2010, le climat de la commune est de type climat océanique dégradé des plaines du Centre et du Nord, selon une étude du Centre national de la recherche scientifique s'appuyant sur une série de données couvrant la période 1971-2000. En 2020, Météo-France publie une typologie des climats de la France métropolitaine dans laquelle la commune est exposée à un climat océanique altéré et est dans la région climatique Nord-est du bassin Parisien, caractérisée par un ensoleillement médiocre, une pluviométrie moyenne régulièrement répartie au cours de l’année et un hiver froid (3 °C).
Pour la période 1971-2000, la température annuelle moyenne est de 10,5 °C, avec une amplitude thermique annuelle de 15,8 °C. Le cumul annuel moyen de précipitations est de 685 mm, avec 11,2 jours de précipitations en janvier et 7,5 jours en juillet. Pour la période 1991-2020, la température moyenne annuelle observée sur la station météorologique de Météo-France la plus proche, « Romilly », sur la commune de Romilly-sur-Seine à 15 km à vol d'oiseau, est de 11,2 °C et le cumul annuel moyen de précipitations est de 619,5 mm. 
La température maximale relevée sur cette station est de 42,3 °C, atteinte le 25 juillet 2019 ; la température minimale est de −25,2 °C, atteinte le 6 janvier 1971,,.
Les paramètres climatiques de la commune ont été estimés pour le milieu du siècle (2041-2070) selon différents scénarios d'émission de gaz à effet de serre à partir des nouvelles projections climatiques de référence DRIAS-2020. Ils sont consultables sur un site dédié publié par Météo-France en novembre 2022.

## Urbanisme

### Typologie
Au 1er janvier 2024, Droupt-Sainte-Marie est catégorisée commune rurale à habitat dispersé, selon la nouvelle grille communale de densité à 7 niveaux définie par l'Insee en 2022.
Elle est située hors unité urbaine. Par ailleurs la commune fait partie de l'aire d'attraction de Troyes, dont elle est une commune de la couronne,. Cette aire, qui regroupe 209 communes, est catégorisée dans les aires de 200 000 à moins de 700 000 habitants,.

### Occupation des sols
L'occupation des sols de la commune, telle qu'elle ressort de la base de données européenne d’occupation biophysique des sols Corine Land Cover (CLC), est marquée par l'importance des territoires agricoles (82 % en 2018), en augmentation par rapport à 1990 (80,4 %). La répartition détaillée en 2018 est la suivante : 
terres arables (76,7 %), forêts (14,9 %), prairies (3,3 %), zones urbanisées (2,3 %), zones agricoles hétérogènes (2 %), eaux continentales (0,5 %), milieux à végétation arbustive et/ou herbacée (0,3 %). L'évolution de l’occupation des sols de la commune et de ses infrastructures peut être observée sur les différentes représentations cartographiques du territoire : la carte de Cassini (XVIIIe siècle), la carte d'état-major (1820-1866) et les cartes ou photos aériennes de l'IGN pour la période actuelle (1950 à aujourd'hui).

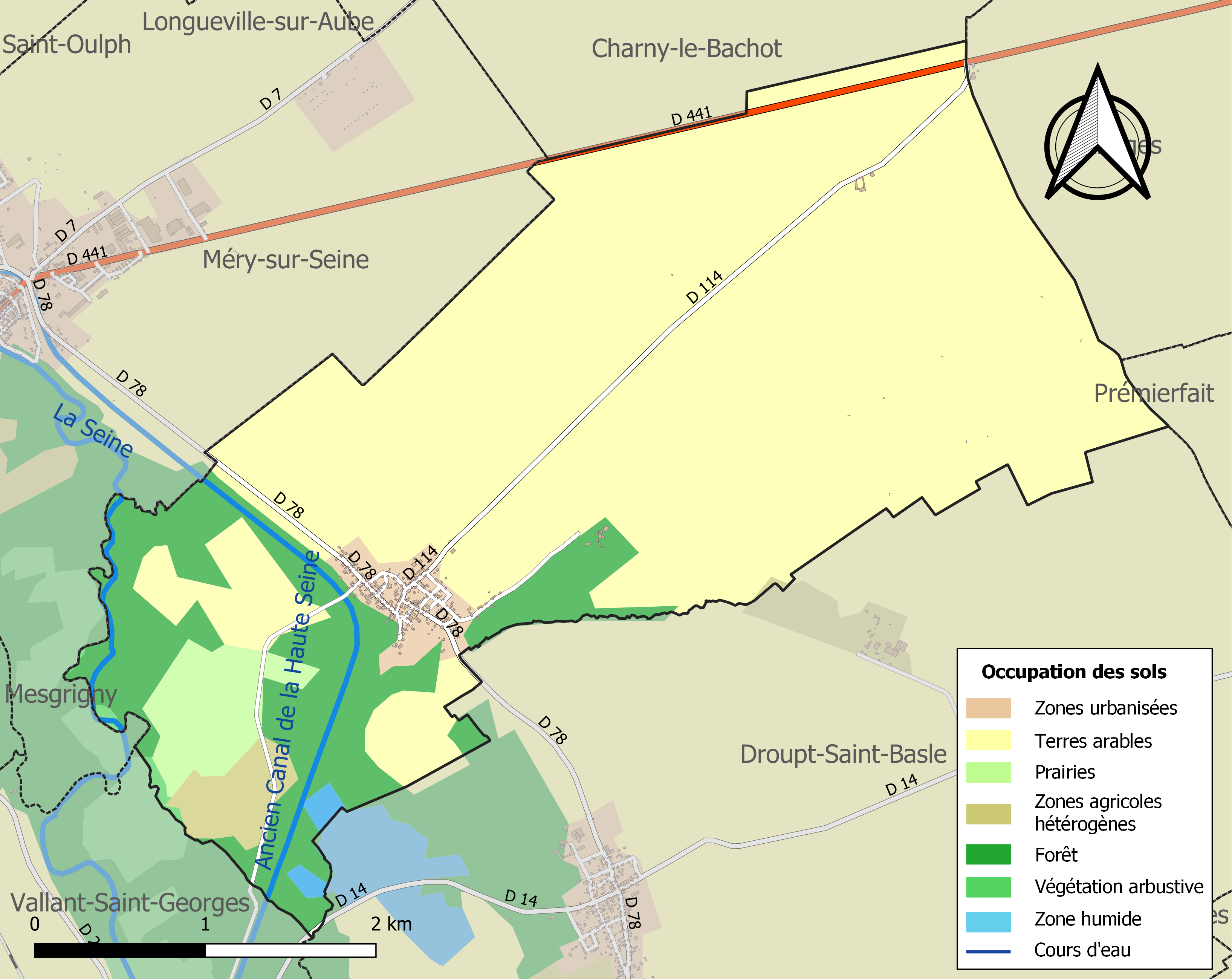
Carte des infrastructures et de l'occupation des sols de la commune en 2018 (CLC).

## Histoire
En 1789, le village était de l'intendance et de la généralité de Chalons, de l'élection et du bailliage de Troyes.

## Démographie
L'évolution du nombre d'habitants est connue à travers les recensements de la population effectués dans la commune depuis 1793. Pour les communes de moins de 10 000 habitants, une enquête de recensement portant sur toute la population est réalisée tous les cinq ans, les populations de référence des années intermédiaires étant quant à elles estimées par interpolation ou extrapolation. Pour la commune, le premier recensement exhaustif entrant dans le cadre du nouveau dispositif a été réalisé en 2006.

En 2022, la commune comptait 256 habitants, en évolution de +8,02 % par rapport à 2016 (Aube : +0,7 %, France hors Mayotte : +2,11 %).
| 1793 | 1800 | 1806 | 1821 | 1831 | 1836 | 1841 | 1846 | 1851 |
| ---- | ---- | ---- | ---- | ---- | ---- | ---- | ---- | ---- |
| 288  | 325  | 355  | 309  | 350  | 337  | 389  | 401  | 399  |

| 1856 | 1861 | 1866 | 1872 | 1876 | 1881 | 1886 | 1891 | 1896 |
| ---- | ---- | ---- | ---- | ---- | ---- | ---- | ---- | ---- |
| 428  | 435  | 428  | 406  | 388  | 384  | 372  | 367  | 337  |

| 1901 | 1906 | 1911 | 1921 | 1926 | 1931 | 1936 | 1946 | 1954 |
| ---- | ---- | ---- | ---- | ---- | ---- | ---- | ---- | ---- |
| 332  | 311  | 296  | 272  | 288  | 272  | 255  | 226  | 249  |

| 1962 | 1968 | 1975 | 1982 | 1990 | 1999 | 2006 | 2011 | 2016 |
| ---- | ---- | ---- | ---- | ---- | ---- | ---- | ---- | ---- |
| 265  | 239  | 210  | 199  | 207  | 218  | 234  | 235  | 237  |

| 2021 | 2022 | - | - | - | - | - | - | - |
| ---- | ---- | - | - | - | - | - | - | - |
| 249  | 256  | - | - | - | - | - | - | - |

## Culture locale et patrimoine

### Lieux et monuments
- L'église de la Nativité-de-la-Vierge de Droupt-Sainte-Marie.

### Héraldique
| Blason de Droupt-Sainte-Marie | Blason  | Tiercé en pairle renversé : au 1er d'azur à la bande d'argent côtoyée de deux doubles cotices potencées et contre-potencées d'or, au 2e de gueules à un lys des jardins au naturel, au 3e de sinople à la fasce ondée d'argent et à une ancre renversée d'or brochant sur la fasce. |
| Blason de Droupt-Sainte-Marie | Détails | Le statut officiel du blason reste à déterminer. |